# Флаг ЦАР
Государственный флаг Центральноафриканской Республики был принят 1 декабря 1958 г. Его проект был разработан Бартелеми Боганда, видным деятелем движения за независимость ЦАР, который тем не менее считал, что «Франция и Африка должны идти вместе». Поэтому он объединил красный, белый и синий цвета французского триколора и панафриканские цвета: красный, зелёный и жёлтый. Красный цвет символизирует кровь народа страны, кровь, которая была пролита в борьбе за независимость, и кровь, которую народ прольёт в случае необходимости страну защитить. Синий цвет символизирует небо и свободу. Белый — мир и достоинство. Зелёный — надежду и веру. Жёлтый цвет символизирует терпимость. Золотая пятиконечная звезда — символ независимости и проводник в будущий прогресс.

С 1976 по 1979 год, во времена существования Центральноафриканской империи, был разработан имперский штандарт для личного пользования императором Бокасса I. Штандарт был светло-зелёным, с позолоченным орлом (вдохновлённым орлом с имперского штандарта Наполеона I) в центре, наложенным на символ солнца с двадцатью лучами. Национальный флаг не изменился, хотя предлагался и новый вариант, в котором уже не было синего и красного цветов.
- Флаг Французской Экваториальной Африки
- Предложенный в 1976 году флаг ЦАИ
- Имперский штандарт Бокассы I (1976-1979)